# Acanthephyra purpurea
Acanthephyra purpurea A. Milne-Edwards, 1881 è un gamberetto pelagico appartenente alla famiglia Acanthephyridae.

## Descrizione
Presenta un corpo con una colorazione che varia dal marrone al rosso-rosa intenso. Il rostro è allungato e dentellato. Le appendici sono dotate di fotofori. La sua lunghezza media è intorno ai 10 cm.

## Biologia

### Comportamento
Si sposta verso la superficie avvicinandosi ai 200 m di profondità durante la notte.

### Parassiti
Può presentare un parassita esterno, l'isopode Holophryxus acanthephyrae.

### Predatori
È spesso preda di delfini (Stenella coeruleoalba) e pesci come Beryx decadactylus.

## Distribuzione e habitat
È una specie tipica di acque profonde, fino a 1000 m di profondità. Proviene da mare del Nord, oceano Pacifico, oceano Pacifico, oceano Atlantico e mar Mediterraneo, dove è piuttosto comune. Si trova soprattutto lungo le coste di Giappone, Marocco, Grecia, Portogallo, Azzorre, Spagna, Canarie, Irlanda, Regno Unito, Guinea-Bissau, nel golfo del Messico e nel golfo di Biscaglia.

## Pesca
Non è di elevato interesse commerciale ma in Giappone viene pescato abbastanza frequentemente.